# 율리안 드락슬러
율리안 드락슬러(Julian Draxler, 1993년 9월 20일 ~)는 독일의 축구 선수로, 현재 알아흘리 SC의 윙어이다.

## 클럽 경력

#### FC 샬케 04
2011년 1월 15일, 율리안 드락슬러는 0-1로 패한 함부르크 SV와의 경기에서 1군 데뷔전을 치렀다. 당시 그는 분데스리가에서 4번째로 어린 선수로 기록되었고, 1주일 후 하노버 96전에서 득점하여 누리 사힌에 이어 분데스리가에서 2번째로 어린 득점자로 기록되었다.
2011년 1월 25일, 드락슬러는 DFB-포칼 8강 1. FC 뉘른베르크전에서 연장 후반 페어 클루게와 교체되어 투입되었다. 그는 경기 종료 몇 초 만을 남겨 둔 상황에서 결승골을 기록, 팀에 3-2 승리를 안겼다.
드락슬러는 MSV 뒤스부르크를 상대로 한 2011년 DFB-포칼 결승에서, 페널티 바깥쪽에서의 발리슛으로 첫골을 기록, 팀의 5-0 대승을 이끌었다.
2012년 10월 3일 드락슬러는 UEFA 챔피언스리그 2012-13 조별리그 B조 몽펠리에와의 경기에서 골을 기록했다.
그는 이 골로 독일 축구선수 중 UEFA 챔피언스리그 최연소 득점자(만 19세 13일)가 되었다. 종전 기록은 라스 리켄(만 19세 100일)이 갖고 있었다.
2013년 3월 9일 드락슬러는 보루시아 도르트문트와의 리그경기에 나서며 샬케 역사상 최연소 100경기 출전을 달성한 선수로 기록됐다.
2013년 5월 드락슬러는 FC 샬케 04와의 계약을 2018년까지 연장했다. 31번을 달고 뛰던 드락슬러는 등번호를 10번으로 변경했다.

#### VfL 볼프스부르크
2015년 8월 31일 VfL 볼프스부르크로 비공개 이적료로 이적했다.

#### 파리 생제르맹 FC
2016년 12월 24일 볼프스부르크의 공식 홈페이지에서 드락슬러가 메디컬 테스트를 기다리는 동안 파리 생제르맹 FC과 4년 계약을 체결할 것이라고 발표되었다.

## 국가대표 경력

#### 청소년 국가대표팀
드락슬러는 2010년 독일 U-18 청소년 대표팀에 선발되었고 2011년 8월에는 U-21 청소년 대표로도 선발되었다.
그는 2013 UEFA 유럽 청소년(U-21)축구선수권대회 예선 독일과 키프로스 청소년대표팀과의 경기에서 골을 넣어 팀의 4-1 승리에 기여했다. 2011년 10월 드락슬러는 U-19 팀에 소집되었으며 몬테네그로 청소년대표팀과의 경기에서 골을 기록했다.

#### 성인 국가대표팀
2012년 5월 7일, 드락슬러는 독일의 UEFA 유로 2012 예비 명단에 포함되었으나 최종명단에 오르지는 못했다. 드락슬러는 2012년 5월 26일 독일과 스위스팀의 친선경기에 교체선수로 나오면서 성인대표팀 데뷔전을 치렀다.
2013년 6월 2일 드락슬러는 독일과 미국간의 친선경기에서 A매치 데뷔골을 기록했다.

## 수상
샬케 04
- DFB-포칼: 2010-11
- 독일 슈퍼컵: 2011

 독일
- FIFA 컨페더레이션스컵 : 우승 (2017)
- FIFA 월드컵 : 우승 (2014)

개인
- 프리츠 발터 메달, U-18 금상: 2011
- FIFA 컨페더레이션스컵 : 아디다스 골든볼 (2017)
- UEFA 유로 2016 맨 오브 더 매치 : vs. 슬로바키아 (16강전)
- 2017년 FIFA 컨페더레이션스컵 맨 오브 더 매치 : vs. 호주 (조별리그)